# Greenidea camelliae
Greenidea camelliae är en insektsart. Greenidea camelliae ingår i släktet Greenidea och familjen långrörsbladlöss. Inga underarter finns listade i Catalogue of Life.